# Joshua Rush
Joshua Rush (Houston, 14 de diciembre de 2001) es un actor y activista estadounidense que comenzó su carrera interpretando papeles como Turner en la película de 2012 Parental Guidance, y las versiones jóvenes de los personajes Sylar y Chuck Bartowski en las series de televisión Héroes y Chuck. Desde 2016 ha expresado la voz de Bunga en la serie de televisión de Disney Junior La Guardia del León, y desde 2017 ha actuado como Cyrus Goodman en la serie de televisión de Disney Channel Andi Mack.

## Vida personal
Rush nació en Houston, Texas. Su padre es un estratega de marketing y su madre es una productora documental corporativa.
Al igual que su personaje Cyrus en Andi Mack, Rush es judío. Rush, quien ya celebró su propio bar mitzvah, le pidió a la creadora y productora ejecutiva de Andi Mack, Terri Minsky, quien también es judía, que escriba una escena de bar mitzvah para su personaje, que apareció en el episodio 13 de la segunda temporada, «Cyrus 'Bash-Mitzvah!».
El 6 de agosto de 2019, Rush publicó en Twitter que se identifica como una persona bisexual.

## Filmografía

### Películas
| Año  | Película                           | Personaje      | Notas      |
| ---- | ---------------------------------- | -------------- | ---------- |
| 2012 | Parental Guidance                  | Turner Simmons |            |
| 2013 | Saving Lincoln                     | Tad Lincoln    |            |
| 2013 | Operación Escape                   | Shanker jeune  | Rol de voz |
| 2014 | Las aventuras de Peabody y Sherman | Carl           | Rol de voz |
| 2014 | Break Point                        | Barry          |            |
| 2015 | Emelie (film)                      | Jacob          |            |
| 2015 | Sex, Death and Bowling             | Eli McAllister |            |

### Televisión
| Año           | Título                             | Personaje             | Notas                               |
| ------------- | ---------------------------------- | --------------------- | ----------------------------------- |
| 2009          | Private Practice                   | Will                  | 1 episodio                          |
| 2009–2010     | Heroes                             | Sylar petit           | Rol recurrente, 6 episodios         |
| 2009          | Medium                             | Tanner Campbel        | 2 episodios                         |
| 2009          | The Jay Leno Show                  | Super Duper Nanny Son | 1 episodio                          |
| 2009          | Mentes criminales                  | Ronny Downey          | 1 episodio                          |
| 2010          | CSI: Nueva York                    | Luke Garito           | 1 episodio                          |
| 2010          | Chuck                              | Chuck jeune           | 3 episodios                         |
| 2011          | Childrens Hospital                 | Seth                  | 1 episodio                          |
| 2012          | House                              | Ryan                  | 1 episodio                          |
| 2012          | Gravity Falls                      | Niño soldado          | 1 episodio                          |
| 2014–2016     | Clarence                           | Breehn                | Rol recurrente de voz, 15 episodios |
| 2015          | 40's and Failing                   | Max                   | 4 episodios                         |
| 2015–2017     | Star vs. The Forces of Evil        | Jeremy Birnbaum       | Rol recurrente de voz, 5 episodios  |
| 2015          | The Lion Guard: Return of the Roar | Kion                  | Película televisiva                 |
| 2015          | Bones                              | Bradley               | 1 episodio                          |
| 2015–2018     | The Adventures of Puss in Boots    | Toby                  | Rol de voz                          |
| 2016          | El show de Peabody y Sherman       | Wheels                | 1 episodio                          |
| 2016–2019     | La Guardia del León                | Bunga                 | Rol de voz                          |
| 2017–2019     | Andi Mack                          | Cyrus Goodman         | Rol principal                       |
| 2019–presente | ¿Dónde está Wally?                 | Waldo                 | Rol de voz principal                |

## Carrera
Rush tenía diez meses de edad cuando apareció por primera vez en un especial de televisión local, y luego varios anuncios y en catálogos poco después. A los 2 años y medio, tenía una increíble capacidad de identificar autos por su logotipo y estilo, y fue destacado en el noticiero de las mañanas de KHOU-TV en un segmento sobre cómo criar «niños inteligentes».
Antes de trabajar en Heroes, Rush apareció en Private Practice. Sus créditos cinematográficos incluyen Blue Boy, The Journal y Mindsight.
En 2010, Rush comenzó a interpretar una versión joven de Zachary Levi y Chuck Bartowski, en Chuck. En este papel, trabajó con actores como Scott Bakula y Linda Hamilton. Después de su trabajo en Chuck, Rush trabajó en ADR «Automated Dialog Replacement» (sustitución automatizada de diálogo) en la película November Christmas, de Hallmark Channel, e hizo comerciales para McDonald's y GameStop.
Rush ha hecho la voz de Kion en la serie de Disney Junior La Guardia Del León y la de Breehn, de la serie animada de Cartoon Network, Clarence.
Desde 2017 a 2019 ganó prominencia por su papel histórico como Cyrus Goodman, el primer personaje principal gay en Disney Channel, el primero en tener un interés amoroso por un hombre, TJ Kippen (Luke Mullen), y es uno de los dos mejores amigos del personaje de Andi en la serie de Disney Channel, Andi Mack.
En abril de 2019, se anunció que sería la voz del personaje principal de la serie de DreamWorks Animation Television para Universal Kids, Where's Waldo.